# هاكوبون شيمومورا

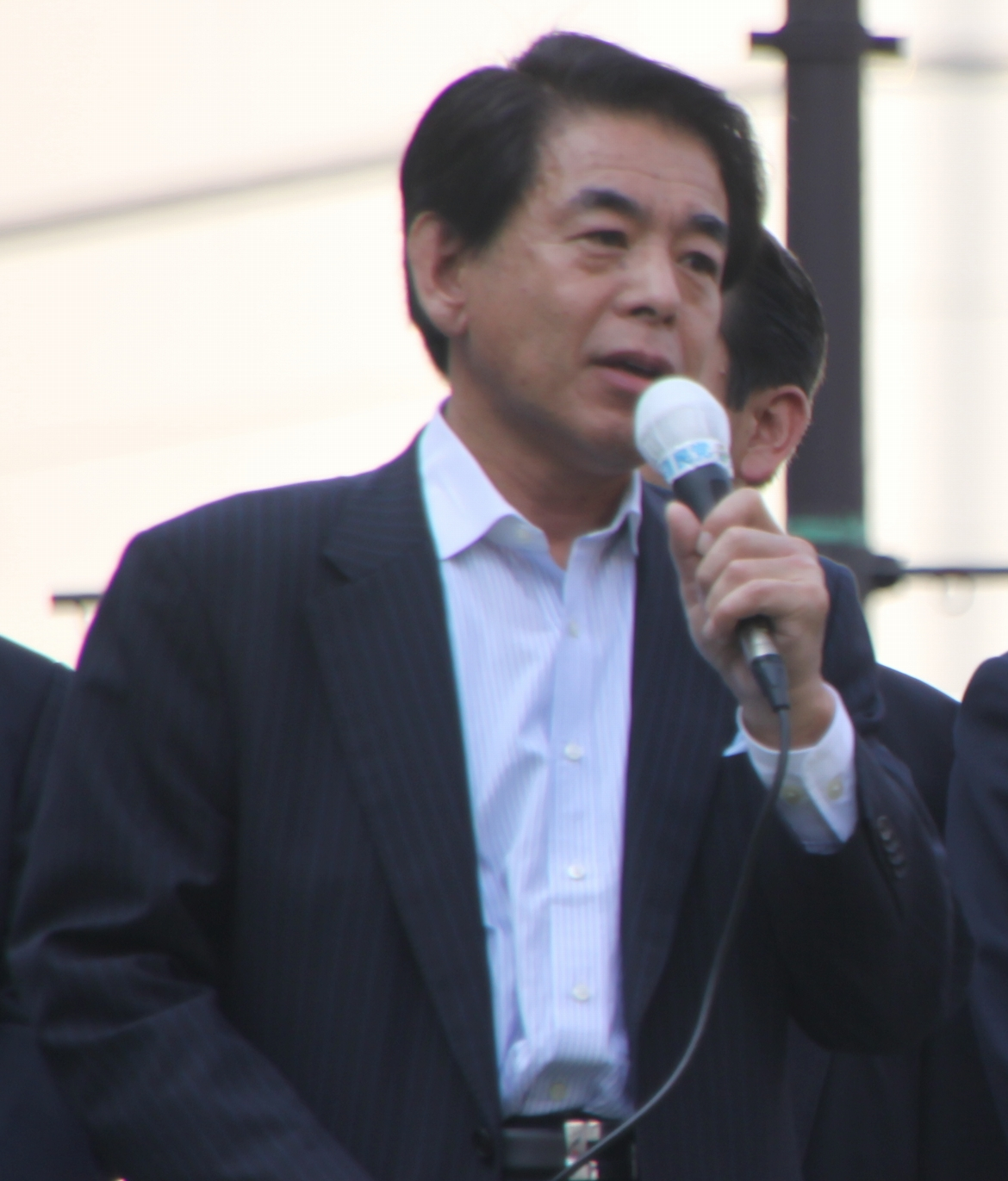
هاكوبون شيمومورا

هاكوبون شيمومورا (下村 博文 ولد 23 مايو 1954)هو سياسي ياباني من الحزب الليبرالي الديمقراطي عضو مجلس النواب , يترأس حاليا وزارة التعليم والثقافة والرياضة والعلوم والتقنية 

## الحياة والتعليم
ولد هاكوبون شيمومورا في 23 مايو 1954 وهو خريج جامعة واسيدا

## الخدمة
خدم في الجمعية من طوكيو لفترتين منذ عام 1989. انتخب لمجلس النواب لأول مرة في عام 1996. وهو ممثل منطقة طوكيو رقم 11 في مجلس النواب
. وكان نائب رئيس مجلس الوزراء وزير في أول حكومة شينزو آبي في عام 2006. عُيَّن من قبل شينزو آبي وزير التعليم، الثقافة والرياضة والعلوم والتكنولوجيا في 26 ديسمبر 2012
1. ↑   https://www.sinseiren.org/. اطلع عليه بتاريخ 2022-07-02. {{استشهاد ويب}}: |url= بحاجة لعنوان (مساعدة) والوسيط |title= غير موجود أو فارغ (من ويكي بيانات) (مساعدة)
2. ↑   https://web.archive.org/web/20190425124453/https://kouhosha.info/. مؤرشف من الأصل في 2019-04-25. {{استشهاد ويب}}: |archive-url= بحاجة لعنوان (مساعدة) والوسيط |title= غير موجود أو فارغ (من ويكي بيانات) (مساعدة)
3. ↑  Hakubun Shimomura - Wikipedia, the free encyclopedia